# (466752) 2015 AJ112
(466752) 2015 AJ112 es un asteroide perteneciente al cinturón de asteroides, descubierto el 24 de abril de 2006 por el equipo Spacewatch desde el Observatorio Nacional de Kitt Peak (Arizona, Estados Unidos).